# Імператриця Мьонсон
Імператриця Мьонсон (кор. 효자원성정화합천홍공성덕명성태황후, посмертно названа так у 1902 році; до того — Імператриця Мін або Королева Мін (кор. 명성황후); нар. 19 жовтня 1851, с. Нинхьолі, уїзд Йоджу, пров. Кьонгі, Чосон — пом. 8 жовтня 1895, Кьонбоккун, Хансон, Чосон) — перша офіційна дружина Коджона, 26-го вана (короля) корейської династії Чосон. З середини 1870-х років до вбивства у 1895 році практично керувала державою, яку офіційно очолював її чоловік. За загальним визнанням, Імператриця Мін вважалась одним із найвпливовіших керівників своєї династії.

## Вбивство
Для японського уряду Мейдзі постать Імператриці Мін була перешкодою у здійсненні закордонної експансії. Тому вони вживали заходів щодо усунення її з політичної арени, намагаючись організувати повстання через батька короля Коджона Лі Хаина, який співпрацював з японцями. Повстання були невдалими. Але ці події змусили імператрицю зайняти жорсткішу позицію щодо японського впливу.
Після перемоги Японії в Першій китайсько-японської війні, королева Мін виступала за тісніші зв'язки між Кореєю та Росією. Їй це було потрібно задля блокування дій Японії в Кореї, яка була представлена Лі Хаином. Міура Ґоро, міністр Японії, який на той час був відставним генерал-лейтенантом армії, підтримав фракцію на чолі з Лі Хаином. Він вважав, що той прихильніше ставився до японських інтересів у Кореї.
У ніч на 8 жовтня 1895 року полк корейської армії, очолюваний підполковником У Бомсоном, прихильником Лі Хаину, напав на палац Кьонбок. Подолавши опір королівської варти, офіцери полку направили групу спеціально завербованих японських ронінів (вільних мандрівних самураїв), щоб ті проникли всередину палацу. Проникнення відбувалось нібито за наказом Міура Ґоро. Увійшовши всередину, роніни вбили трьох жінок, одна з яких була імператрицею Мін. Упевнившись, що тіло належить саме королеві, вони спалили його в сосновому лісі перед павільйоном палацу, після чого розвіяли попіл.
Вбивство корейської імператриці викликає обурення в інших іноземних держав. Щоб заспокоїти занепокоєння міжнародної спільноти, японський уряд відкликав Міуру Ґоро та здійснив над ним і над виконавцями вбивства показовий військовий суд у місцевому суді міста Хіросіма. Всіх визнали невинними через недостатність доказів.
Тим не менш, вбивство сприяло посиленню антияпонських настроїв у Кореї. Деякі корейці створили так звану «Армію справедливості» та почали активно організовувати масові протести по всій країні. У 1896 році король Коджон і його наслідний принц (згодом імператор) Сунджон втекли до російської місії. Це призвело до загального скасування реформ Ґабо, які відбувались під японським впливом. У жовтні 1897 року король Коджон повернувся до резиденції Кьонгунгун (сучасна назва — Токсугун). Там він оголосив про заснування Корейської імперії.
У Південній Кореї про Імператрицю Мьонсон були написані популярні романи, зняті фільми, телевізійні драми та навіть мюзикл.